# Olympische Sommerspiele 1932/Teilnehmer (Brasilien)
| Gelbes Symbol für Goldmedaillen mit stilisierten Olympischen Ringen | Graues Symbol für Silbermedaillen mit stilisierten Olympischen Ringen | Braundes Symbol für Bronzemedaillen mit stilisierten Olympischen Ringen |
| ------------------------------------------------------------------- | --------------------------------------------------------------------- | ----------------------------------------------------------------------- |
| —                                                                   | —                                                                     | —                                                                       |

Brasilien nahm an den Olympischen Sommerspielen 1932 in Los Angeles mit einer Delegation von 59 Athleten (58 Männer und eine Frau) an 28 Wettkämpfen in fünf Sportarten teil. Ein Medaillengewinn gelang keinem der Athleten.

## Teilnehmer nach Sportarten

### Leichtathletik
Männer
- José Xavier de Almeida
100 m: im Viertelfinale ausgeschieden

- Ricardo Guimarães
100 m: im Vorlauf ausgeschieden

- Mario Marques
100 m: im Vorlauf ausgeschieden

- Domingos Puglisi
400 m: im Viertelfinale ausgeschieden
800 m: im Vorlauf ausgeschieden

- Nestor Gomes
800 m: im Vorlauf ausgeschieden
1500 m: im Vorlauf ausgeschieden

- Armando Bréa
1500 m: im Vorlauf ausgeschieden

- Adalberto Cardoso
10.000 m: 13. Platz

- João Clemente da Silva
Marathon: 19. Platz

- Matheus Marcondes
Marathon: Rennen nicht beendet

- Sylvio Padilha
110 m Hürden: im Vorlauf ausgeschieden
400 m Hürden: im Vorlauf ausgeschieden

- Antônio Giusfredi
110 m Hürden: im Vorlauf ausgeschieden

- Carlos dos Reis Filho
400 m Hürden: im Vorlauf ausgeschieden

- Lúcio de Castro
Stabhochsprung: 6. Platz

- Carlos Nelli
Stabhochsprung: ohne gültigen Versuch

- Clóvis Raposo
Weitsprung: 8. Platz

- Antônio Lira
Kugelstoßen: ohne gültigen Versuch

- Carmine Giorgi
Hammerwurf: 13. Platz

- Heitor Medina
Speerwurf: 11. Platz

- Carlos Woebcken
Zehnkampf: Wettkampf nicht beendet

### Rudern
- Henrique Tomassini
Doppel-Zweier: im Halbfinale ausgeschieden

- Adamor Gonçalves
Doppel-Zweier: im Halbfinale ausgeschieden

- Estevam Strata
Zweier mit Steuermann: 4. Platz

- José Ramalho
Zweier mit Steuermann: 4. Platz

- Francisco de Bricio
Zweier mit Steuermann: 4. Platz

- Americo Fernandes
Vierer mit Steuermann: im Vorlauf ausgeschieden

- Olivério Popovitch
Vierer mit Steuermann: im Vorlauf ausgeschieden

- Durval Lima
Vierer mit Steuermann: im Vorlauf ausgeschieden

- João Francisco de Castro
Vierer mit Steuermann: im Vorlauf ausgeschieden

- Osório Pereira
Vierer mit Steuermann: im Vorlauf ausgeschieden
Achter mit Steuermann: zum Halbfinallauf nicht angetreten

- Vasco de Carvalho
Achter mit Steuermann: zum Halbfinallauf nicht angetreten

- Joaquim Faria
Achter mit Steuermann: zum Halbfinallauf nicht angetreten

- Cláudionor Provenzano
Achter mit Steuermann: zum Halbfinallauf nicht angetreten

- Antônio Rebello Júnior
Achter mit Steuermann: zum Halbfinallauf nicht angetreten

- Fernando de Abreu
Achter mit Steuermann: zum Halbfinallauf nicht angetreten

- José de Campos
Achter mit Steuermann: zum Halbfinallauf nicht angetreten

- José Mò
Achter mit Steuermann: zum Halbfinallauf nicht angetreten

- Amaro da Cunha
Achter mit Steuermann: zum Halbfinallauf nicht angetreten

### Schießen
- Eugenio do Amaral
Schnellfeuerpistole 25 m: 13. Platz

- Bráz Magaldi
Schnellfeuerpistole 25 m: 17. Platz

- Antônio da Silveira
Schnellfeuerpistole 25 m: 17. Platz

- Manoel Braga
Kleinkalibergewehr liegend 50 m: 19. Platz

- Antônio Guimarães
Kleinkalibergewehr liegend 50 m: 20. Platz

- José Castro
Kleinkalibergewehr liegend 50 m: 24. Platz

### Schwimmen
Männer
- Manoel Villar
100 m Freistil: im Vorlauf ausgeschieden
4-mal-200-Meter-Freistil-Staffel: 7. Platz

- João Pereira
100 m Freistil: im Vorlauf ausgeschieden

- Jorge de Paula
100 m Rücken: im Vorlauf ausgeschieden

- Benvenuto Nuñes
100 m Rücken: im Vorlauf ausgeschieden
4-mal-200-Meter-Freistil-Staffel: 7. Platz

- Harry Forsell
200 m Brust: im Vorlauf ausgeschieden

- Isaac Morais
4-mal-200-Meter-Freistil-Staffel: 7. Platz

- Manuel Lourenço
4-mal-200-Meter-Freistil-Staffel: 7. Platz

Frauen
- Maria Lenk
100 m Freistil: im Vorlauf ausgeschieden
100 m Rücken: im Vorlauf ausgeschieden
200 m Brust: im Vorlauf ausgeschieden

### Wasserball
- disqualifiziert
Salvador Amêndola
Carlos Branco
Luiz da Silva
Mario de Lorenzo
Antônio Jacobina Filho
Adhemar Serpa
Jefferson Souza
Pedro Theberge